# Louise Hickock Emmons
Louise Hickock Emmons (Montevideo, 23 d'agost del 1943) és una zoòloga uruguaiana. La seva obra més coneguda és Neotropical Rainforest Mammals: A Field Guide, que fou publicada el 1990. Entre d'altres, descrigué el gènere Santamartamys el 2005.
L'espècie Euryoryzomys emmonsae li fou dedicada per Musser et al. el 1998.